# زولوتكوفو
زولوتكوفو (بالروسية: Золотково) هي مدينة في مقاطعة فلاديمير أوبلاست في روسيا. يبلغ عدد سكانها حوالي 3506 نسمة.

## الموقع الجغرافي
تقع زولوتكوفو على بعد 43 كم من غوس-خروستالني (بالروسية: Гусь-Хрустальный)،إحدى مدن روسيا في الكيان الفدرالي الروسي فلاديمير أوبلاست.